# Cehovka, Nîjni Sirohozî
Cehovka (în ucraineană Чеховка) este un sat în comuna Verbî din raionul Nîjni Sirohozî, regiunea Herson, Ucraina.

## Demografie
Componența lingvistică a localității Cehovka
     Ucraineană (79,52%)
     Rusă (20,48%)
Conform recensământului din 2001, majoritatea populației localității Cehovka era vorbitoare de ucraineană (79,52%), existând în minoritate și vorbitori de rusă (20,48%).